# Ulica Działowa w Poznaniu
Ulica Działowa (dawniej: Plac Działowy) – jednojezdniowa ulica z kontrapasem rowerowym o długości 252 metrów, w centrum Poznania, pomiędzy Wzgórzem Świętego Wojciecha na północy, a ulicami Solną i Wolnicą, a także Placem Wielkopolskim na południu. 

## Historia

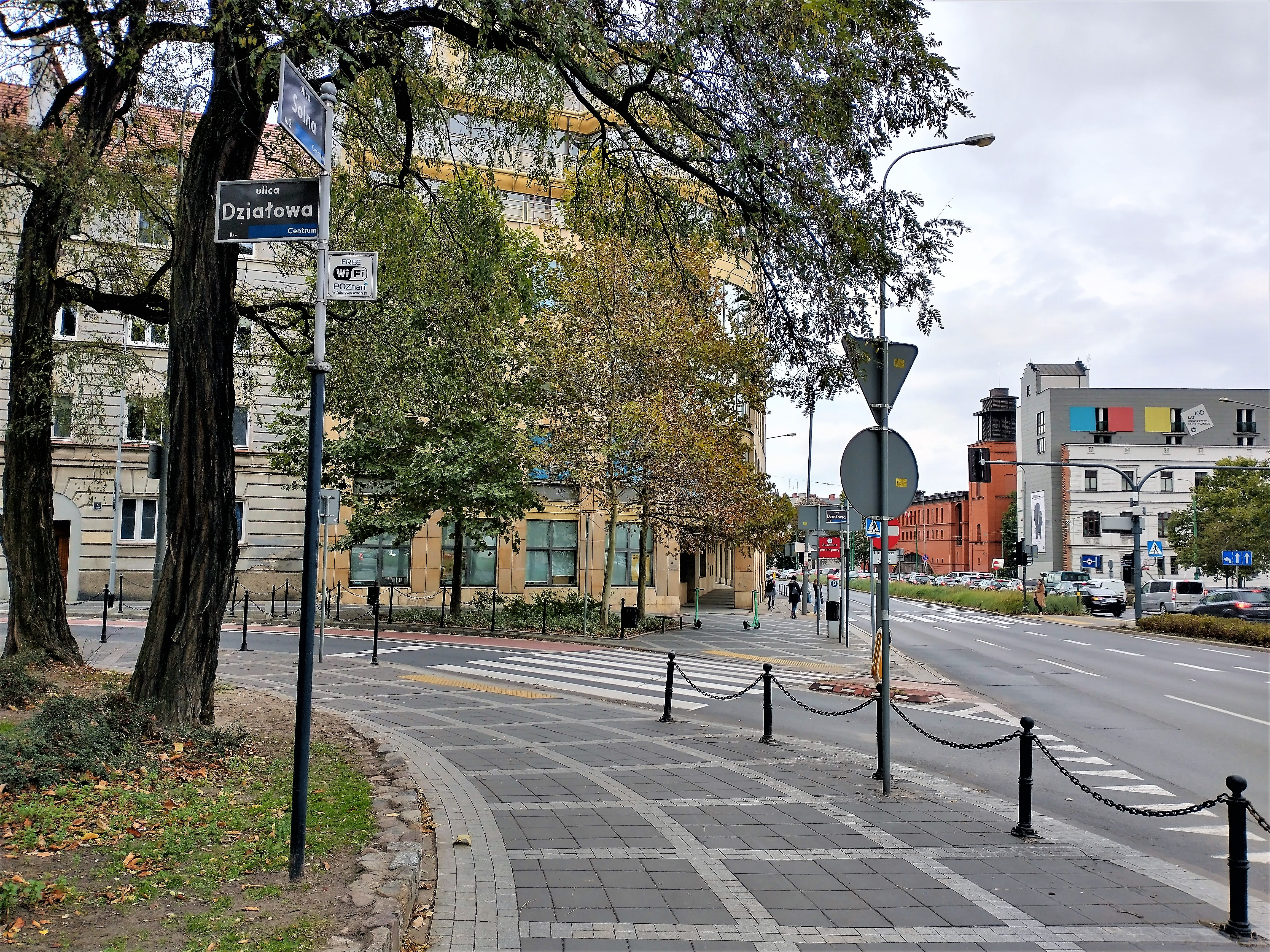
Widok z ul. Solnej na Działową (po lewej) i Wolnicę (po prawej). W tle strażnica pożarowa przy ul. Masztalarskiej

W okresie zaboru pruskiego, w 1801, w na terenie skonfiskowanych karmelitom ogrodów klasztornych stworzono czworoboczny plac przeznaczony na parady wojskowe (niem. Paradeplatz), który z czasem oddano artylerzystom na ćwiczenia, co dało asumpt obecnej nazwie (niem. Kanonenplatz). Dziś na jego miejscu znajduje się przylegający do ulicy Ogród Jordanowski nr 1. O teren ten zabiegał wcześniej Wojciech Bogusławski, który bezskutecznie namawiał władze miejskie do postawienia tutaj nowego teatru, w miejsce prowizorycznej sceny w pobliskiej ujeżdżalni Geislera. Plac w 1805 odwiedził car Rosji, Aleksander I. W latach 1832–1836 chłopi z Winiar i Bonina, po kasacie zakonu przez Prusaków, bronili kościoła karmelitów bosych przed pruskim rabunkiem. Usunęła ich dopiero interwencja wojskowa. Ulicę w obecnej formie wytyczono w 1844. W 1847 na placu Niemcy publicznie rozstrzelali (schwytanego pod Rogoźnem) Antoniego Babińskiego, emisariusza Towarzystwa Demokratycznego Polskiego. Jego śmierć była przyczyną manifestacji i zamieszek antyniemieckich.
Na Placu Działowym powstał w 1889 neorenesansowy (o cechach włoskich) budynek Dowództwa V Korpusu Armijnego, który zamykał również panoramę Alei Marcinkowskiego. W gmachu tym mieszkał w dniach 2-7 września 1902 cesarz niemiecki Wilhelm II wraz z małżonką Augustą Wiktorią, podczas swojej wizyty w Poznaniu. 2 września w przyjęciu cesarskim udział wziął arcybiskup Florian Stablewski. Budowa gmachu dowództwa spowodowała zwężenie placu do obecnej formy ulicy, jednak jeszcze w dwudziestoleciu międzywojennym utrzymywała się nazwa „plac Działowy”.
Kościół karmelitów bosych w okresie międzywojennym (1930-1939) miał charakter kościoła garnizonowego. W tym samym czasie pozostałości dawnego placu (powyżej tzw. Koszar Babińskiego) zajmowały dobrze utrzymane korty tenisowe. Przy ulicy mieściło się wówczas Towarzystwo dla Badań nad Historią Powstania Wielkopolskiego, powstałe w 1926, którego prezesem był gen. Stanisław Taczak, a modus vivendi stanowił kpt. Tadeusz Fenrych.
W kamienicy pod nr 7 zamieszkiwał po I wojnie światowej Witold Noskowski, który osiedlił się w Poznaniu w 1924, po przyjeździe z Krakowa. Wraz z nim mieszkali jego pasierbowie, geograf Jerzy Młodziejowski i muzyk Bronisław Młodziejowski, uczeń Egona Petri. Pod nr 9 żył w tym okresie sędzia Sądu Apelacyjnego, Edward Sommer, który wraz z synem i żoną zmarli w wyniku prześladowań niemieckich podczas okupacji. Jego drugi syn, Witold Sommer poległ w powstaniu warszawskim. Pod numerem 11 zamieszkiwali prawnicy, m.in. Franciszek Hempowicz i Stanisław Sczaniecki.
Przy ulicy żył także belgijski pisarz i filozof, Marcel Paquet (zm. 2014), o czym informuje stosowna tablica.

## Obiekty
Przy ul. Działowej znajdują się lub znajdowały m.in. (od północy):
- bazylika św. Józefa i klasztor karmelitów bosych,
- pomnik  św. Rafała Kalinowskiego,
- dawny gmach Dowództwa V Korpusu Armijnego w Poznaniu (zachowana tylko oficyna),
- nieistniejący pomnik Wilhelma I,
- Ogród Jordanowski nr 1,
- Wydział Architektury Akademii Sztuk Pięknych[3].

## Zabytki
Oprócz kościoła św. Józefa do zlokalizowanych przy ulicy obiektów zabytkowych należą domy nr: 6, 8, 12, 14, 16, 18, 20 i 22 wzniesione po 1844 i odbudowane ze zniszczeń wojennych około 1950-1955.

## Galeria

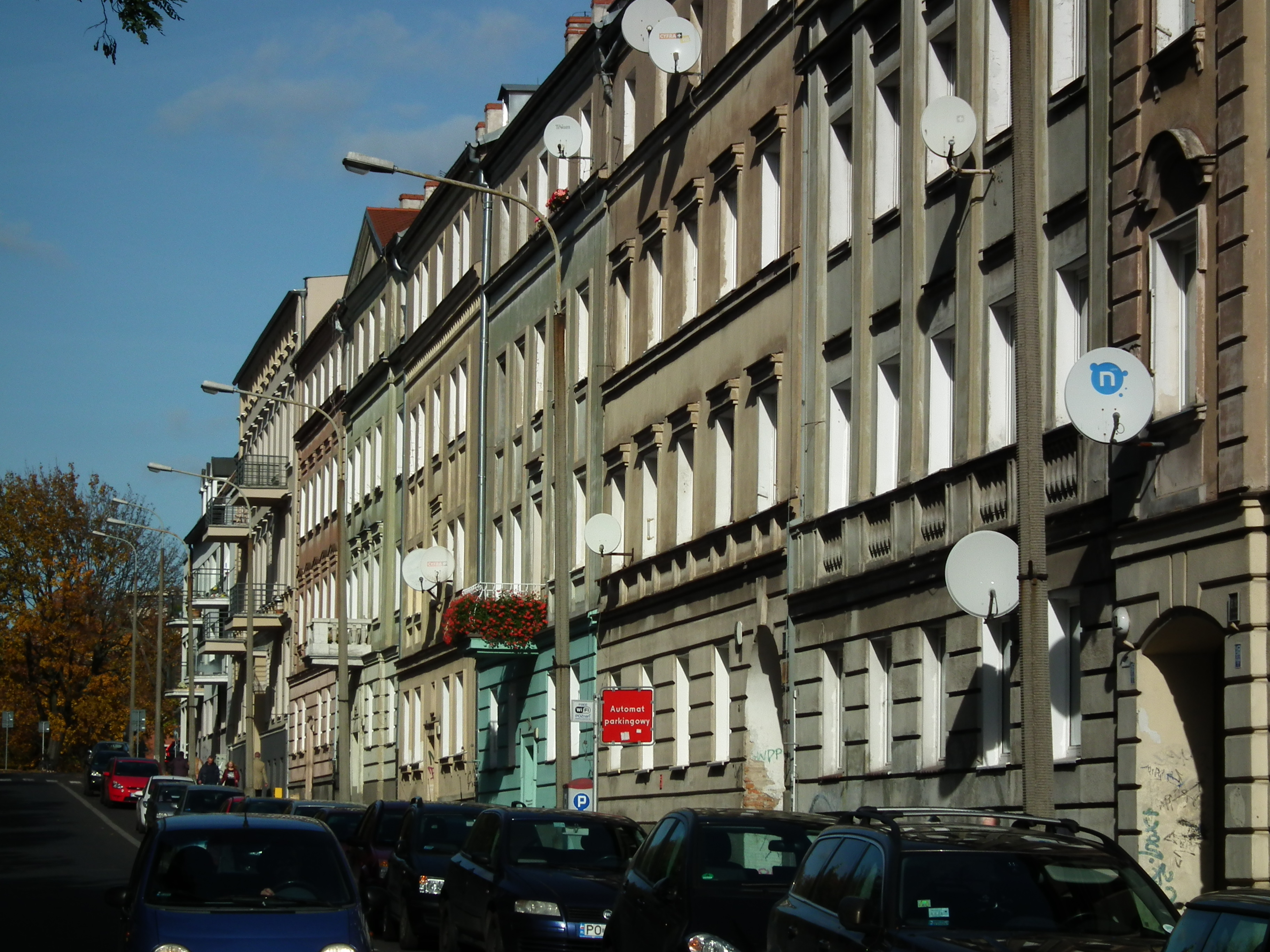
Zabudowa wschodniej pierzei
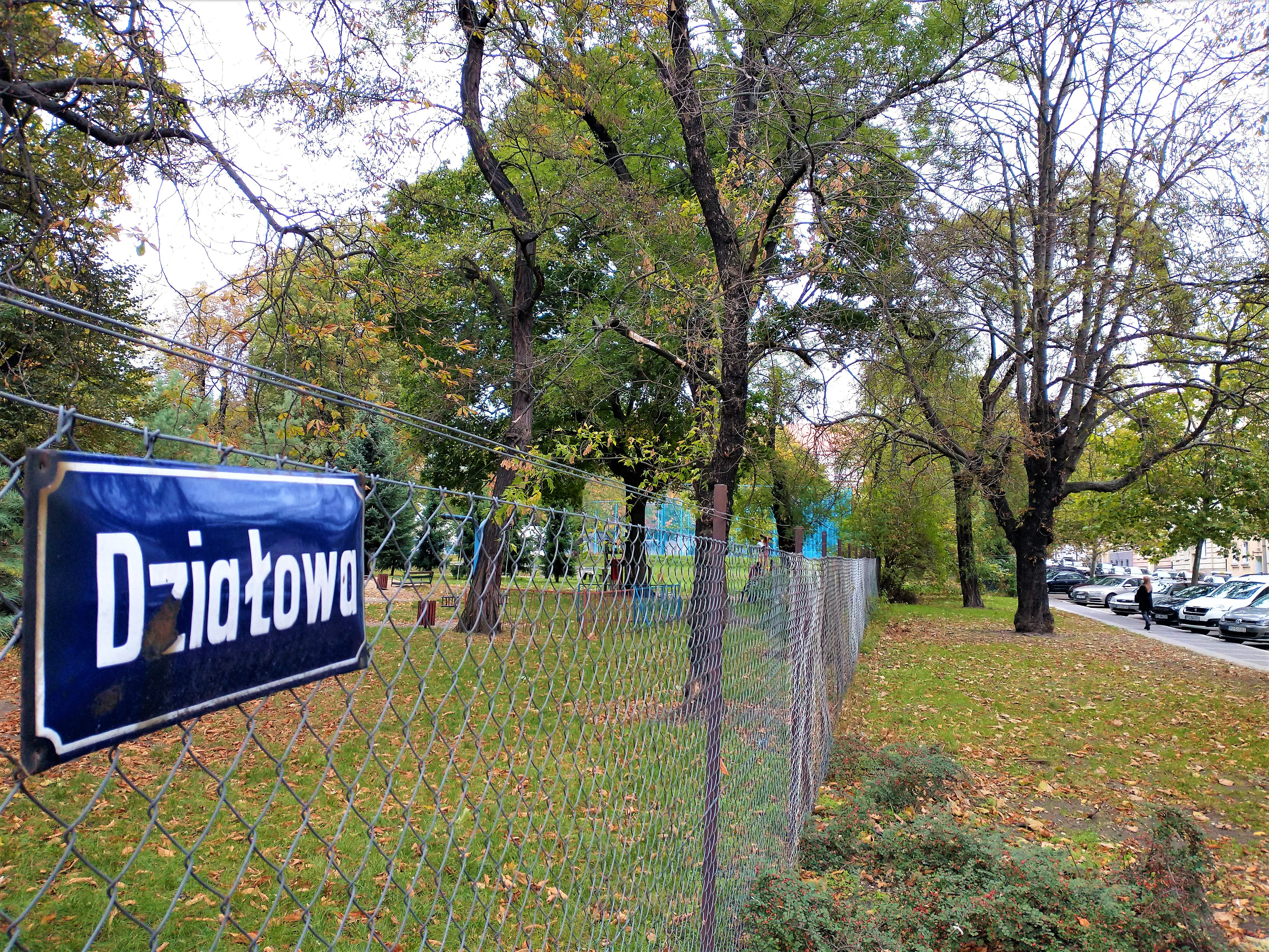
Pozostałości placu artyleryjskiego (Ogród Jordanowski nr 1)
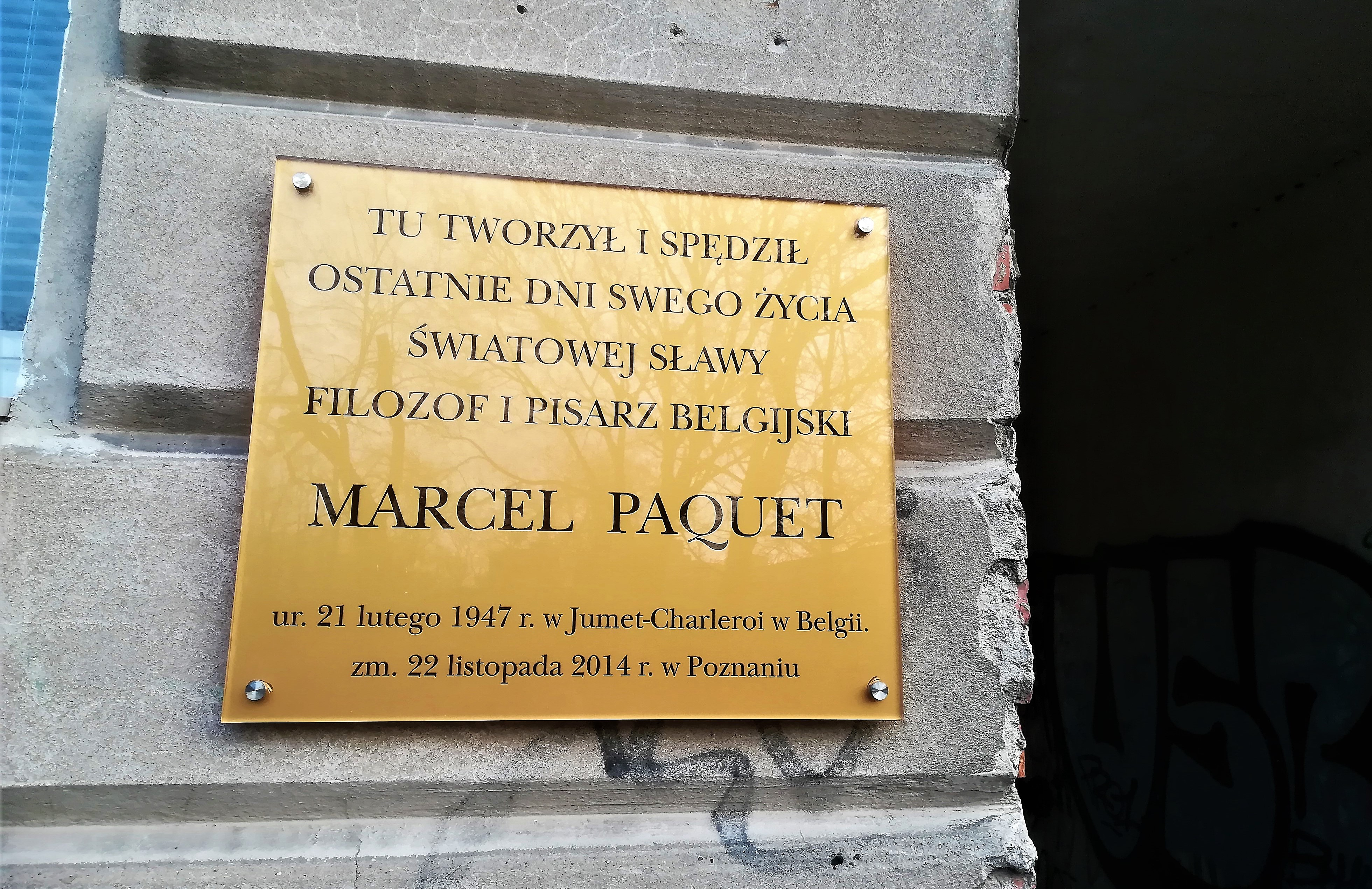
Kamienica Marcela Paqueta